# ییژی پوکورنی (دوچرخه‌سوار)
ییژی پوکورنی (چکی: Jiří Pokorný؛ زادهٔ ۱۴ اکتبر ۱۹۵۶) دوچرخه‌سوار اهل چکسلواکی بود.
وی در مسابقات کشوری و بین‌المللی در مجموع برندهٔ ۲ مدال برنز شده‌است.